# Hertigdömet Limburg
Hertigdömet Limburg var ett historiskt hertigdöme i vad som idag är provinserna Limburg och Liège i östra Belgien och provinsen Limburg i Nederländerna samt en mindre del av Nordrhein-Westfalen i Tyskland. Den tillhörde den Westfaliska kretsen.  
Under romartiden låg det i den romerska provinsen Germania Inferior och beboddes av kelter tills germaner tog över och den romerska eran slutade.
De viktigaste städerna var Maastricht, Verviers och Eupen.

## Historia
Limburg låg mellan floden Meuse och Aachen. Det var en del av det Tysk-romerska riket och Tyska förbundet.
Hertigdömet bildades under 1000-talet runt staden Limburg i nuvarande Belgien. 
När Irmgard, den siste hertigen, dog barnlös 1283 bröt ett krig om makten ut. Hertigen av Brabant vann slaget vid Worringen 1288 och tog kontrollen över Limburg, som var en separat enhet både under Bourgogne efter 1430 och Habsburg efter 1477. Tillsammans med Landen van Overmaas var det en av de sjutton nederländska provinserna. Viktiga städer var Herve, Montzen, Lontzen, Eupen, Baelen och Esneux. 
Vid Westfaliska freden 1648 blev det tillsammans med Overmaas en del av Förenade Nederländerna. Resten av hertigdömet kom under spanskt styre som den del av Spanska Nederländerna och efter freden i Utrecht 1713 under österrikiskt styre. När regionen ockuperades av fransmännen 1794 blev den en del av Meuse-Inférieure.
Det österrikiska hertigdömet Limburg upplöstes och blev en del av Ourte. Efter Napoleon I:s nederlag 1814 förenades hertigdömet inom Kungariket Förenade Nederländerna. Meuse-Inférieure bildade provinsen Limburg och Ourte bildade provinsen Liège. Provinsen täckte nu ett mycket större område än det tidigare hertigdömet.
Vid den belgiska revolutionen 1830 kom provinsen nästan helt under belgiskt styre. Vid fördraget i London den 19 april 1839 delades provinsen i två, den östra delen tillföll Nederländerna och den västra Belgien. Denna uppdelning gäller än idag.